# Mesoplus contrita
Mesoplus contrita är en fjärilsart som beskrevs av Hugo Theodor Christoph 1884. Mesoplus contrita ingår i släktet Mesoplus och familjen nattflyn. Inga underarter finns listade i Catalogue of Life.